# تیپ تکاور انصار الحجه
تیپ تکاور انصار الحجه از تیپ‌های تکاوری نیروی زمینی سپاه پاسداران انقلاب اسلامی است، که ستاد فرماندهی و پادگان آن در شهر فسا، استان فارس مستقر می‌باشد.